# Ausschiesset
Der Ausschiesset ist ein Thuner Volksfest, welches im Herbst stattfindet (immer am vierten Sonntag im September bis am Dienstag). Die Wurzeln dieses Schützenfestes gehen zurück bis ins 16. Jahrhundert. Heute ist das Armbrustschiessen der Kadetten der Höhepunkt des Festes. Eine zentrale Rolle spielt auch die Figur des Fulehung, welche durch die Strassen und Gassen der Stadt gejagt wird. Der Ausschiesset ist auch der Saisonabschluss der Thuner Schützenvereine und das Ende für das Kader der Thuner Kadetten.

## Ablauf des Ausschiessets
Der Auftakt der Ausschiesset beginnt mit dem Kanonenschuss und dem darauffolgenden Umzug des gesamten Kadettenkorps am Sonntagnachmittag.

### Montag
Am Montagmorgen um fünf Uhr früh, tritt der Fulehung auf dem Rathausplatz von Thun auf und treibt Kinder und Erwachsene auf dem Rathausplatz umher.
Die darauffolgende Tagwache, oder Morgenstreich der Kadetten, weckt die Bewohner Thuns rund um das Gebiet Rathausplatz, Obere Hauptgasse, Lauitor, Bälliz, Kuhbrücke und Untere Hauptgasse mit der Kadettenmusik und dem Fulehung an der Spitze, welcher die Leute vertreibt, die den Kadetten den Weg versperren. Die Tambouren kommen aus ganz Thun. Traditionellerweise marschieren sie bereits um 4 Uhr aus den Wohnquartieren in die Innenstadt.
Zirka um halb Acht wird die Fahnenübergabe vollzogen und zu einem weiteren Marsch durch die Altstadt aufgebrochen. Danach lösen sich die Kadetten auf und der Fulehung tritt in Aktion.
Im Verlauf des Tages finden einige Schützenturniere statt, unter anderem das Kleinkaliber-Schiessen in der Guntelsey. In der Stadt ist immer noch der Fulehung in Aktion. Um etwa 16 Uhr verabschiedet sich der Fulehung von der Menschenmasse, bevor er durch die Schlosstreppe des Schloss Thun heraufsteigt. Danach wird er von seinen Helfern in die Guntelsey gefahren, in der er an den Schützenturnieren hilft.
Um 20 Uhr findet jeweils das Konzert der Kadettenmusik und der Tambouren auf dem Thuner Rathausplatz statt.

### Dienstag
Am Dienstag findet direkt nach den Chargierungen, ca. um 10 Uhr, das Gesslerschiessen statt. Dabei wird aus 30 Metern mit alten Armbrüsten auf ein Bild von Gessler geschossen. Ziel dabei ist es die münzgrosse weisse Medaille um seinen Hals zu treffen. Jeder Thuner Kadett, welcher beim Sommerprogramm mitgeschossen hat, hat einen Schuss. Der Gewinner kriegt das Bild geschenkt und wird quasi zu einer Thuner Legende. Am Nachmittag und am Abend findet dann noch der Kadettenball des Kaders statt. Anschliessend, ab 22 Uhr, startet der traditionelle Ausschiessetball, oder Ehemaligenball. Hierbei treffen sich ehemalige Kadetten und Kadettinnen.

## Täntsch

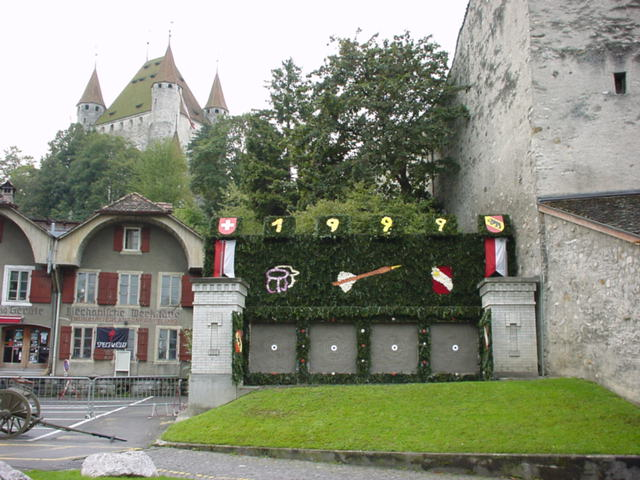
Der Täntsch von 1999

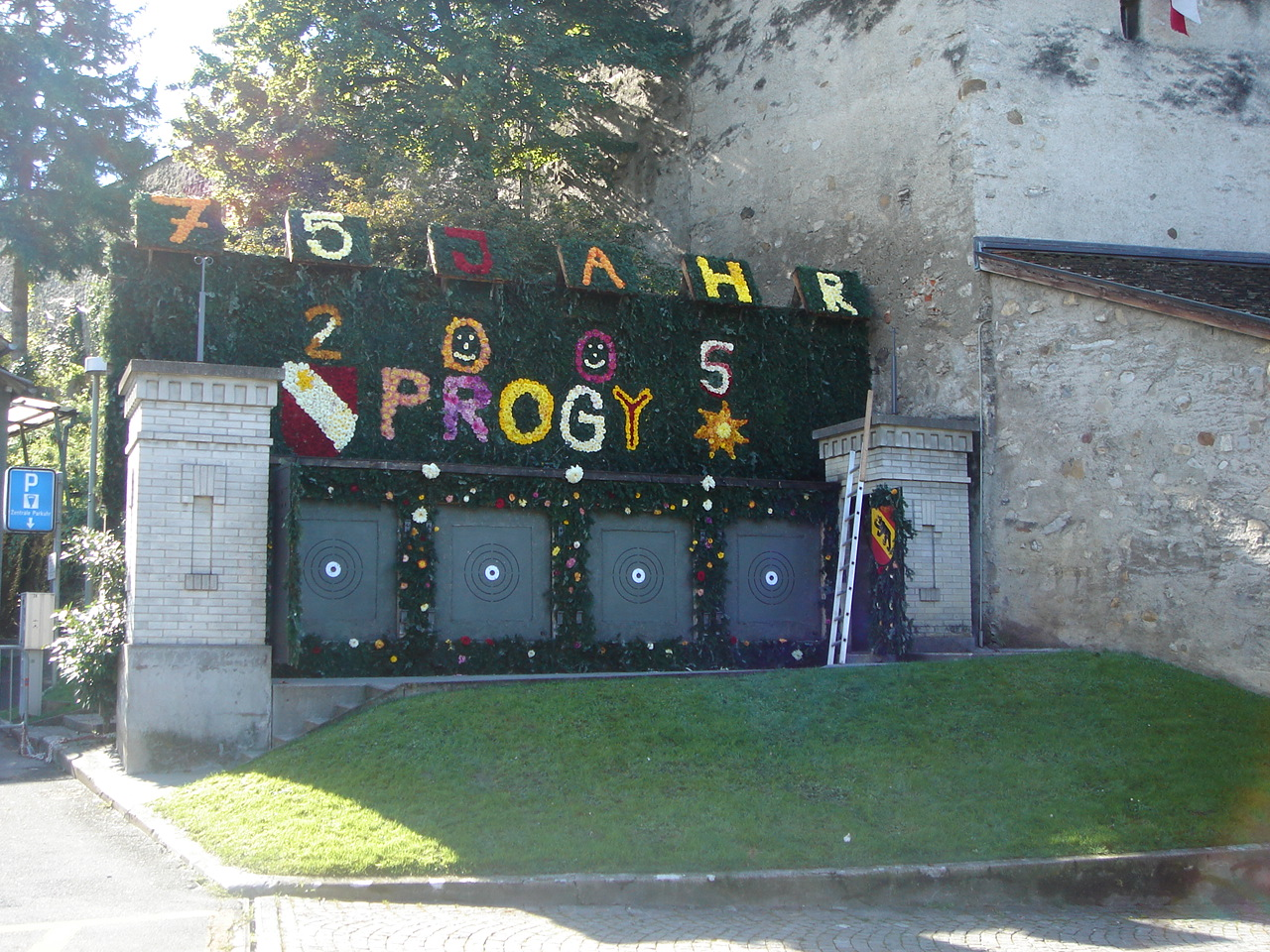
Der Täntsch von 2005

Der Täntsch ist die Schiessanlage, bei welchem am Thuner Ausschiesset mit alten Armbrüsten geschossen wird. Das Sujet wird jährlich vom Kader der Kadetten aus Thun neu entworfen und umgesetzt.

### Lage
Der Täntsch liegt gegenüber dem Thuner Armbrustschützenhaus beim Berntorkreisel und ist im Prinzip ein einfacher Scheibenstand. Geschossen wird vom Armbrustschützenhaus aus gut 30 Metern über die Burgstrasse.

### Verwendung
Er wird für das Sommerschiessprogramm, der Kadetten aus Thun durch den ganzen Sommer verwendet. Jedes Jahr am Thuner Ausschiesset, welcher jeweils ab dem letzten Sonntag im September bis zum nachfolgenden Dienstag stattfindet, wird der Täntsch vom Kader der Thuner Kadetten geschmückt.
Das Schmücken des Täntsch dauert ca. 1–2 Tage. Verwendet werden Äste von Tannen und natürlich allerlei Blumen. Über den Ausschiesset ist der Täntsch jeweils am Dienstagmorgen auch das Ziel der Gesslerschützinnen und Gesslerschützen. Dabei wird auf ein Bild des Landvogtes Gessler geschossen, welches der beste Schütze behalten darf. Ein Schuss mitten ins Herz ist die Voraussetzung dafür.

### Geschichte
Das Knabenschützenhaus und der Täntsch wurden 1583 für die Knaben-Armbrustschützen erbaut.
Nach der Renovierung des Täntsch im Jahr 1970, wurde auch das Knabenschützenhaus 1983 in alter Form renoviert.
Die Tradition der Knaben-Armbrustschützen lässt sich in Thun bis ins 16. Jahrhundert zurückverfolgen. Im Gegensatz zu Früher dürfen Heute auch Mädchen am Schiessen teilnehmen. Da bis ca. 1960 keine Mädchen in den Kadetten geduldet waren, war auch das Schiessen eine reine Männerdomäne. Auch heute ist das Schiessgebäude mit „Knabenschützenhaus“ angeschrieben.
Traditionsgemäss wurde jahrhundertelang auf Lehm geschossen. Da der Unterhalt dieser Scheiben aber immer teurer wurde und kaum mehr zu finanzieren war, wurden die Lehmscheiben 2003 durch Kunststoff ersetzt. Diese halten einerseits länger und sind auch viel günstiger im Unterhalt.

### Wortbedeutung
Täntsch oder Tätsch berührt sich in der Bedeutung, Streich, Schlag mit dem Wort Täsche, oder auch einsilbig Täsch.
Tätsch ist oder war die aus Lehm geknetete Zielscheibe beim Armbrustschiessen, auch etwa Schussbahn, Schiessanlage, teils noch bis etwa um 1920 aus den Kantonen Schaffhausen, Zürich, Zug, Luzern, Unterwalden und Glarus bezeugt, heute als Wort wohl überall verschwunden, obwohl sich das Armbrustschiessen wieder eingebürgert hat.
Tätschhus, -meister, -schiessen, -schiesset lässt sich vieles über den Brauch des Armbrustschiessens seit dem 16. Jahrhundert ersehen. Den ältesten Beleg liefert der Zürcher Chronist Edlibach: «sy schussend als in einnen tätz» (1444 vor Rapperswil). Dies bedeutet, wie in eine Schiessscheibe. Man kann sich übrigens fragen, ob unser Täntsch in dieser Bedeutung nicht vielleicht ursprünglich eine nasallose Form von Täntsch Erddamm sei, welches Wort in derselben Bedeutung Zielwall oder Zielscheibe für die Mundart von Thun und 1657 aus Bern bezeugt ist.
Im Weiteren bezeichnet Tätsch ein ebenes, freies Stück Boden, namentlich die Alpweide um die Hütte, oder, besonders in der Innerschweiz, den Platz vor dem Haus, den Dorfplatz.